# Escapade à New York (film, 1999)
Pour les articles homonymes, voir Escapade à New York (film, 1970).
Pour plus de détails, voir Fiche technique et Distribution.
Escapade à New York (The Out-of-Towners) ou Les banlieusards arrivent en ville (au Québec) est un film américain de Sam Weisman sorti en 1999.
Il s'agit du remake du film homonyme d'Arthur Hiller sorti en 1970.

## Synopsis
Leurs enfants enfin casés, Henry et Nancy Clark s'inquiètent pour la première fois de leur avenir. Où en est leur couple au bout de vingt-quatre ans de mariage, et que reste-t-il de leurs amours ? Si Henry se trouve à l'aise dans une vie routinière, Nancy n'a rien perdu de son romantisme juvénile et décide de redonner du peps à leur couple. C'est pourquoi elle décide d'accompagner Henry dans un voyage d'affaires à New York, mais ce qu'ils ne savent pas, c'est qu'ils vont vivre les vingt-quatre heures les plus mouvementées de leur vie.

## Fiche technique
- Titre original : The Out-of-Towners
- Titre français : Escapade à New York
- Réalisation : Sam Weisman
- Scénario : Marc Lawrence d'après le scénario original de Neil Simon
- Direction artistique : Charley Beal et William F. O'Brien
- Costumes : Ann Roth
- Décors : Ken Adam
- Photographie : John Bailey
- Chorégraphie : Adam Shankman
- Effets spéciaux : Douglas Calli
- Montage : Kent Beyda (en)
- Musique : Marc Shaiman
- Production : Robert Evans, Robert W. Cort (en), David Madden et Teri Schwartz ; Christine Forsyth-Peters et Philip E. Thomas (exécutifs) ; Andrew G. La Marca (coproducteur)
- Société de production : Paramount Pictures
- Société de distribution : Paramount Pictures
- Pays de production :  États-Unis
- Langue : anglais
- Format :  Couleurs - 35 mm - 1,85:1 - Son DTS / Dolby Digital / SDDS
- Genre : Comédie romantique
- Durée : 90 minutes
- Dates de sortie[1] :
  - États-Unis : 2 avril 1999
  - France : 15 septembre 1999

Sauf mention contraire, cette fiche technique est établie à partir d'IMDB et Allociné.

## Distribution
- Steve Martin (VF : Gérard Rinaldi) : Henry Clark
- Goldie Hawn (VF : Monique Thierry) : Nancy Clark
- John Cleese (VF : Frédéric Cerdal) : M.. Mersault
- Mark McKinney (VF : Bruno Choël) : Greg
- Oliver Hudson : Alan Clark
- Josh Mostel (VF : Achille Orsoni) : Dr Faber
- Cynthia Nixon (VF : Natacha Muller) : Sheena
- Joseph Maher : M.. Wellstone
- Valerie Perri : l'hôtesse

 Source et légende : version française (VF) sur RS Doublage